# Polydesmus nodosus
Polydesmus nodosus är en mångfotingart som beskrevs av Peters 1864. Polydesmus nodosus ingår i släktet Polydesmus och familjen plattdubbelfotingar. Inga underarter finns listade i Catalogue of Life.